# Igor Herbut
Igor Herbut (ur. 17 grudnia 1990 w Przemkowie) – polski piosenkarz, autor tekstów i kompozytor pochodzenia łemkowskiego. Założyciel i wokalista zespołu LemON.

## Życiorys

### Edukacja
Uczęszczał do Szkoły Podstawowej nr 1 w Przemkowie. Późniejszą edukację kontynuował w Zespole Szkół Ogólnokształcących nr 4 im. Bohdana Ihora Antonycza w Legnicy, a w 2010 rozpoczął studia na Uniwersytecie Zielonogórskim na wydziale artystycznym na kierunku jazz i muzyka estradowa.

### Kariera
Pod koniec 2011 ze swoim kuzynem Adamem Horoszczakiem wziął udział w precastingu do 3. edycji programu talent show Must Be the Music. Tylko muzyka, który przeszedł pomyślnie i zakwalifikował się do następnego etapu. Herbut zaprosił do współpracy kilku innych muzyków i założył zespół LemON, z którym brał udział w dalszych etapach show. Grupie udało się dojść do finału, w którym ostatecznie zdobyli główną nagrodę.

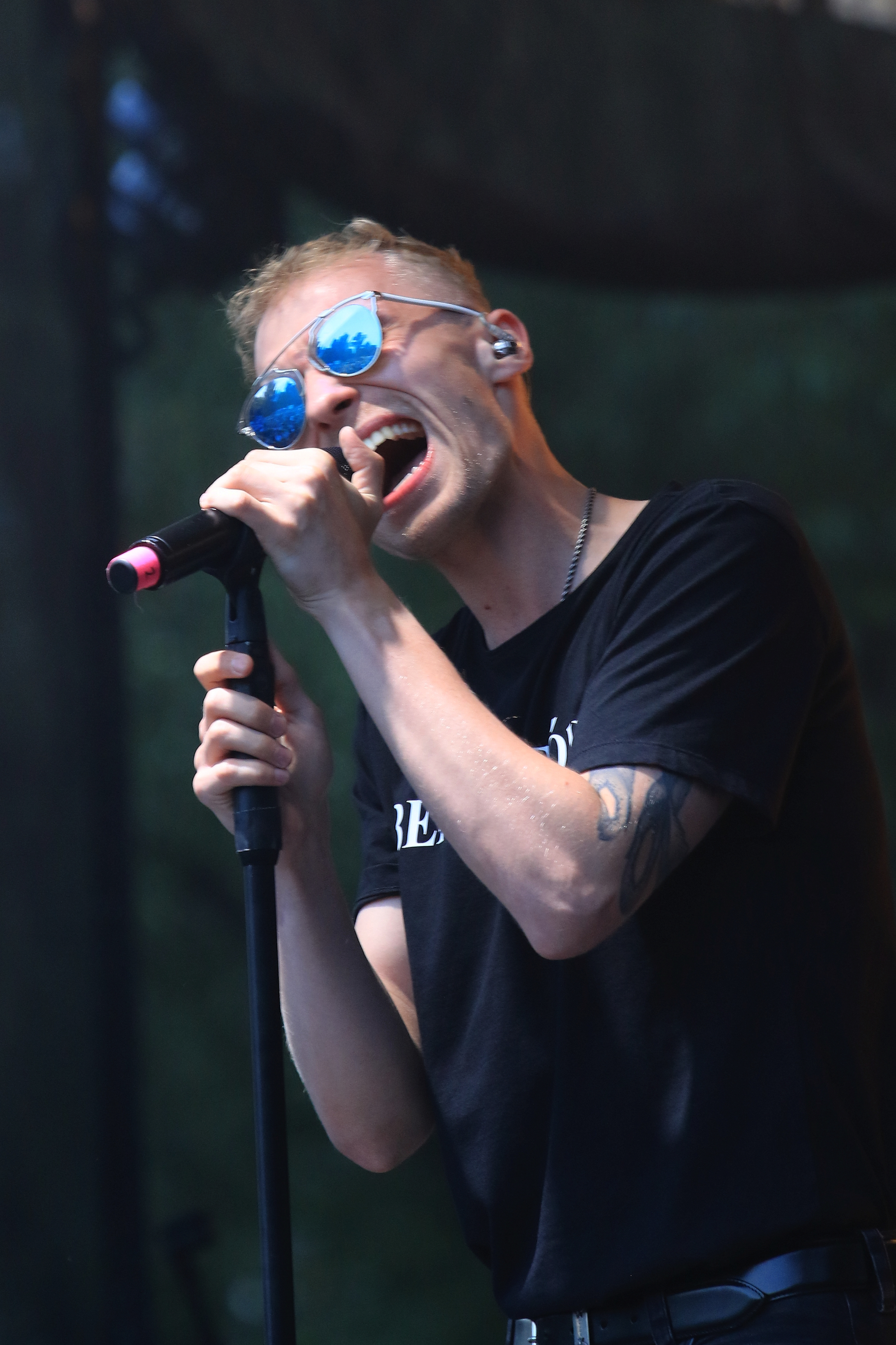
Igor Herbut podczas koncertu w Bełchatowie (czerwiec 2019)

27 listopada 2012 wraz z zespołem wydał album zatytułowany LemON, na który współtworzył większość kompozycji. Wydawnictwo dotarło do 9. miejsca listy najlepiej sprzedających się albumów w Polsce – OLiS. Ponadto płycie przyznano certyfikat platynowej za sprzedaż w nakładzie przekraczającym 30 tysięcy sztuk.
Pod koniec 2013 producenci filmu Wkręceni zaprosili go do nagrania piosenki promującej produkcję. W wyniku współpracy Herbuta (tekst i muzyka) z Anią Dąbrowską (muzyka), Małgorzatą Dacko (tekst), Aleksandrem Świerkotem (muzyka) i Jakubem Galińskim (muzyka) powstał utwór „Wkręceni – Nie ufaj mi”. 20 grudnia 2013 kompozycja została wydana również jako singiel i stała się przebojem. Utwór był notowany na 2. miejscu listy AirPlay, najczęściej granych utworów w polskich rozgłośniach radiowych oraz na wielu radiowych listach przebojów m.in. na 1. miejscu na liście w radiach RMF, Eska czy Radiu Szczecin.
7 czerwca 2014 wystąpił w koncercie SuperJedynki, odbywającym się w ramach 51. Krajowego Festiwalu Piosenki Polskiej w Opolu, gdzie zaśpiewał singiel „Wkręceni – Nie ufaj mi”. Podczas koncertu został nagrodzony SuperJedynką w kategorii SuperArtysta.
Pod koniec 2014 ukazał się drugi album jego zespołu, zatytułowany Scarlett. Płyta znalazła się na 1. miejscu na polskiej liście sprzedaży i uzyskała status platynowej. Rok później premierę miał świąteczny album formacji LemON – Etiuda zimowa, notowany na 4. pozycji listy OLiS. 24 marca 2017 ukazała się czwarta płyta studyjna zespołu LemON zatytułowana Tu.
W roku 2020 był jurorem programu rozrywkowego typu talent show pt. The Four. Bitwa o sławę. 17 kwietnia nakładem wytwórni muzycznej Agora wydał debiutancki album studyjny, zatytułowany Chrust.
We wrześniu 2020 roku zaczął prowadzić autorski program Ścieżka filmowa Igora Herbuta na antenie RMF Classic.
W roku 2021 wystąpił w widowisku telewizyjnym pt. Zakochany Mickiewicz (w reżyserii Marcina Kołaczkowskiego).
7 marca 2022 roku ukazał się singel „Mamo tyś płakała”, który wokalista nagrał w duecie z sanah. Piosenka została nagrana w celu charytatywnym – 100% przychodu zasili konto Stowarzyszenia Siemacha, a tym samym zostanie przekazane na pomoc dzieciom – ofiarom rosyjskiej inwazji na Ukrainę.
W 2023 roku Igor Herbut zaprezentował własną interpretację utworu Anny Jantar zatytułowaną „Tylko mnie poproś do tańca”, która została opublikowana w minimalistycznej, emocjonalnej aranżacji i spotkała się z pozytywnym odbiorem. W tym samym roku wydał również solowy singiel „Biały Obłok”.
W 2024 roku Herbut kontynuował aktywność artystyczną, publikując m.in. utwór „List” nagrany we współpracy z artystką Livką oraz singiel „Latem” w duecie z Dawidem Tyszkowskim. Wydał także własny utwór „Ostatnie”. Wziął również udział w projekcie muzycznym, nagrywając nową wersję piosenki „Krakowski Spleen”, która została wykorzystana na ścieżce dźwiękowej serialu platformy Netflix.
18 lutego 2025 roku ukazał się singiel „Było miło”, nagrany wspólnie z wokalistką Wani, znaną z działalności w mediach społecznościowych. Utwór łączy emocjonalny styl Herbuta z nowoczesnym brzmieniem młodej artystki. W tym samym roku artysta kontynuował działalność koncertową – wystąpił m.in. 28 lutego w Starym Maneżu w Gdańsku oraz 20 marca w Filharmonii Podkarpackiej w Rzeszowie.

## Życie prywatne
Od 2013 związany jest z producentką telewizyjną – Małgorzatą Dacko, z którą ma syna o imieniu Kai (ur. 15 lipca 2019).

## Dyskografia

### Albumy studyjne
| Rok  | Dane dot. albumu                                                                    | Najwyższa pozycja na liście |
| Rok  | Dane dot. albumu                                                                    | POL                         |
| ---- | ----------------------------------------------------------------------------------- | --------------------------- |
| 2020 | Chrust - Wydany: 17 kwietnia 2020 - Wytwórnia: Agora - Format: CD, digital download | 5                           |

### Single
| Rok | Tytuł                           | Najwyższe pozycje na listach | Najwyższe pozycje na listach | Najwyższe pozycje na listach | Najwyższe pozycje na listach | Najwyższe pozycje na listach | Najwyższe pozycje na listach | Najwyższe pozycje na listach | Certyfikat                | Sprzedaż        | Album                                     |
| Rok | Tytuł                           | POL (airplay)                | POL (airplay nowości)        | POL (Billboard)              | RMF                          | SLiP                         | LP3                          | Eska                         | Certyfikat                | Sprzedaż        | Album                                     |
| --- | ------------------------------- | ---------------------------- | ---------------------------- | ---------------------------- | ---------------------------- | ---------------------------- | ---------------------------- | ---------------------------- | ------------------------- | --------------- | ----------------------------------------- |
| 2013 | „Wkręceni – Nie ufaj mi”        | 2                            | 1                            | X                            | 1                            | 1                            | –                            | 1                            |                           |                 | Wkręceni (ścieżka dźwiękowa)              |
| 2018 | „Miłość jest wszystkim”         | –                            | –                            | X                            | –                            | –                            | 45                           | –                            |                           |                 | Miłość jest wszystkim (ścieżka dźwiękowa) |
| 2018 | „Pastorałka łemkowska”          | –                            | –                            | X                            | –                            | –                            | –                            | –                            |                           |                 | –                                         |
| 2019 | „Jasny”                         | –                            | –                            | X                            | –                            | –                            | 27                           | –                            |                           |                 | Chrust                                    |
| 2020 | „Ro”                            | –                            | –                            | X                            | –                            | –                            | 34                           | –                            |                           |                 | Chrust                                    |
| 2020 | „Tańczmy”                       | –                            | –                            | X                            | –                            | –                            | 38                           | –                            |                           |                 | Chrust                                    |
| 2021 | „Nic głupiego” (oraz Jucho)     | –                            | –                            | X                            | –                            | –                            | X                            | –                            |                           |                 | –                                         |
| 2022 | „Mamo tyś płakała” (oraz Sanah) | –                            | –                            | 2                            | –                            | 22                           | X                            | –                            | - POL: 3× platynowa płyta | - POL: 150 000+ | Uczta                                     |
| 2023 | „Biały obłok” (oraz Zakopower)  | –                            | X                            | –                            | –                            | –                            | X                            | –                            |                           |                 | –                                         |
| 2024 | „List” (oraz Livka)             | –                            | X                            | –                            | –                            | –                            | –                            | –                            |                           |                 | –                                         |
| 2024 | „Latem” (oraz Dawid Tyszkowski) | –                            | X                            | –                            | –                            | –                            | –                            | –                            |                           |                 | –                                         |
| 2025 | „Było miło” (oraz Wani)         | 17                           | X                            | –                            | 2                            | 9                            | –                            | –                            |                           |                 | –                                         |
| „–” oznacza, że singel nie był notowany na danej liście. „X” oznacza, że lista nie istniała w danym okresie. |                                 |                              |                              |                              |                              |                              |                              |                              |                           |                 |                                           |

### Z gościnnym udziałem
| 2019 | „Spragniony” (Kamil Bednarek, gościnnie: Igor Herbut)                                         | 45 | 2 | MTV Unplugged              |
| 2020 | „Kochana” (Renata Przemyk, gościnnie: Igor Herbut)                                            | –  | – | Renata Przemyk i Mężczyźni |
| 2021 | „Mantra” (Miuosh i Zespół Pieśni i Tańca „Śląsk”, gościnnie: Igor Herbut)                     | –  | – | Pieśni współczesne         |
| 2024 | „Ostatnie” (Miuosh i Zespół Pieśni i Tańca „Śląsk”, gościnnie: Igor Herbut i Julia Pietrucha) | –  | X | Pieśni współczesne II      |
| „–” oznacza, że singel nie był notowany na danej liście. „X” oznacza, że lista nie istniała w danym okresie. |                                                                                               |    |   |                            |

## Nagrody i nominacje
| Rok  | Konkurs                              | Kategoria | Rezultat   |
| ---- | ------------------------------------ | --- | ---------- |
| 2013 | Wielkie podsumowanie roku Radia Zet  | Wokalista roku | Wygrana    |
| 2014 | TOPtrendy 2014                       | Największe przeboje roku („Wkręceni – Nie ufaj mi”)                                                                  | Nominacja  |
| 2014 | SuperJedynki                         | SuperArtysta | Wygrana    |
| 2014 | Muzyczne podsumowanie roku Radia Zet | Wokalista roku | Wygrana    |
| 2014 | Muzyczne podsumowanie roku Radia Zet | Przebój roku („Wkręceni – Nie ufaj mi”)                                                                              | 2. miejsce |
| 2021 | Fryderyki 2021                       | Album roku muzyka poetycka (Chrust)                                                                                  | Nominacja  |
| 2021 | Fryderyki 2021                       | Najlepsze nowe wykonanie („Krakowski spleen”)                                                                        | Nominacja  |
| 2022 | Fryderyki 2022                       | Album roku muzyka koncertująca (Adam Bałdych / Krzysztof Herdzin / Adam Pierończyk / Adam Sztaba – Great Encounters) | Nominacja  |